# George Wallington
George Wallington, geboren als Giacinto Figlia (Palermo, 27 oktober 1924 - Cape Coral, 15 februari 1993), was een Amerikaanse jazzpianist en componist van de modernjazz.

## Biografie
Wallingtons familie migreerde een jaar na zijn geboorte naar de Verenigde Staten, waar hij van zijn vader al vroeg zangles kreeg en werd getraind in Solfeggio. Wallington speelde op 6-jarige leeftijd viool en mandoline en op 9-jarige leeftijd piano.
In 1940 werd hij beroepsmuzikant en spoedig speelde hij in het kwintet van Dizzy Gillespie en Oscar Pettiford in de Onyx Club (Winter, 1943–44). Hij was de eerste pianist, die bop speelde in de jazzclubs van de 52nd Street. Vervolgens speelde hij tot 1953 met Joe Marsala, Charlie Parker, Serge Chaloff, Allen Eager, Stan Getz, Terry Gibbs, Brew Moore, Al Cohn, Gerry Mulligan, Zoot Sims, Red Rodney en Lionel Hampton. Hij nam met eigen trio's platen op voor Savoy Records en Blue Note Records. Tussen 1954 en 1960 leidde hij bands in New York, waartoe muzikanten behoorden als Donald Byrd, Jackie McLean en Phil Woods, waarmee hij platen opnam voor Prestige Records en Atlantic Records. In 1960 trok hij zich terug uit de muziekbusiness om te gaan werken in het ventilatiebedrijf van zijn familie. In 1983 keerde hij nog een keer terug in het circuit om enkele albums op te nemen en concerten te geven in Japan en de Verenigde Staten.
Tot Wallingtons bekendste composities tellen de standards Lemon Drop en Godchild. Verder componeerde hij met Buddy Goodman de nummers Way of There en My April Heart. 

## Discografie
- 1949–51: The George Wallington Trio (Savoy) met Kai Winding, Gerry Mulligan, Max Roach
- 1952-53: The George Wallingon Trios (OJC) met Charles Mingus, Oscar Pettiford, Max Roach, Curly Russell
- 1954: Trios (RCA Vogue) met Pierre Michelot
- 1955: Live At The Café Bohemia (OJC) met Donald Byrd, Jackie McLean
- 1956: Jazz For The Carriage Trade (OJC) met Phil Woods
- 1957: The New York Scene (OJC)
- 1957: Jazz At Hotchkiss (Savoy) met Donald Byrd, Phil Woods
- 1985: The Pleasure Of A Jazz Inspiration (VSOP) piano solo

Als sideman
- 1946-49: Serge Chaloff: We the People Bop (Cool & Blue)
- 1950, 1954: Al Cohn: Cohn's Tones (Savoy)
- 1949-53: Stan Getz: Early Getz (OJC)
- 1951: Gerry Mulligan: Mulligan Plays Mulligan (OJC)
- 1952: Annie Ross: Annie Ross Sings (OJC)
- 1953: Lionel Hampton: Oh! Rock (Natasha)
- 1957: Bobby Jaspar: Bobby Jaspar with George Walligton, Idrees Sulieman (OJC)